# Chancelier de justice (Suède)
Le Chancelier de justice de Suède (Justitiekansler) est l’un des plus importants hauts fonctionnaires de l’État. Il est le procureur général en cas d'accusation publique concernant la liberté d'expression et la liberté de la presse. Depuis 2009 le chancelier est Anna Skarhed.